# Ammante Jalmaani
Ammante E. Jalmaani (* 15. Dezember 1948 in Jolo; † 23. November 2021 in Zamboanga City) war ein philippinischer Schwimmer.

## Karriere
Ammante Jalmaani nahm an den Olympischen Sommerspielen 1964, 1968 und 1972 teil. Bei den Asienspielen 1966 gewann er im Alter von 18 Jahren Bronze mit der 4-mal-100-Meter-Lagenstaffel sowie über 100 Meter Brust. Mit einer Zeit von 1:10,04 min stellte er über 100 Meter Brust dann den Rekord von Teófilo Yldefonso ein. 1970 gewann er bei den Asienspielen mit der 4-mal-100-Meter-Lagenstaffel sowie über 100 und 200 Meter Brust jeweils die Silbermedaille.
Nachdem er bei den Asienspielen 1974 mit der 4-mal-100-Meter-Lagenstaffel noch eine weitere Bronzemedaille gewonnen hatte, beendete er seine Karriere und lebte bis zu seinem Tod in Zamboanga City.